# Iosif Renoiu
Iosif Renoiu (n. 2 iulie 1880, Bocșa Română - d. 17 iulie 1977, Bocșa Română) a fost un deputat în Marea Adunare Națională de la Alba Iulia, organismul legislativ reprezentativ al „tuturor românilor din Transilvania, Banat și Țara Ungurească”, cel care a adoptat hotărârea privind Unirea Transilvaniei cu România, la 1 decembrie 1918.:p. 77

## Biografie
Născut la Bocșa Română în anul 1880, Iosif Renoiu a urmat studiile la Școala primară și la Școala profesională. A activat ca muncitor la Societatea de cale ferată austriacă de stat. Renoiu a făcut parte din conducerea secției române a P.S.D.U. și a fost unul dintre cei șase reprezentanți ai săi la C.N.R.C. De altfel, a participat la întrunirile populare organizate la Ocna Dejului și Bocșa Română. În data de 30 noiembrie 1918, a participat la dezbaterile de la Alba Iulia în cadrul cărora s-a pronunțat pentru unire, vot universal și împroprietărirea țăranilor. După anul 1918 a fost numit maistru la Fabrica de locomotive din Reșița. Își găsește sfârșitul la data de 17 iunie 1977 în orașul său natal.

## Activitatea politică
A fost numit delegat al Consiliului Național Român Central din partea P.S.D.U. la Marea Adunare Națională de la Alba Iulia de la 1 decembrie 1918..:p. 157